# Hemmesta
Hemmesta es la segunda ciudad más grande en Värmdö con 4,577 habitantes.
- Datos: Q2273941
- Multimedia: Hemmesta / Q2273941